# Operationsbasis Königsbrück

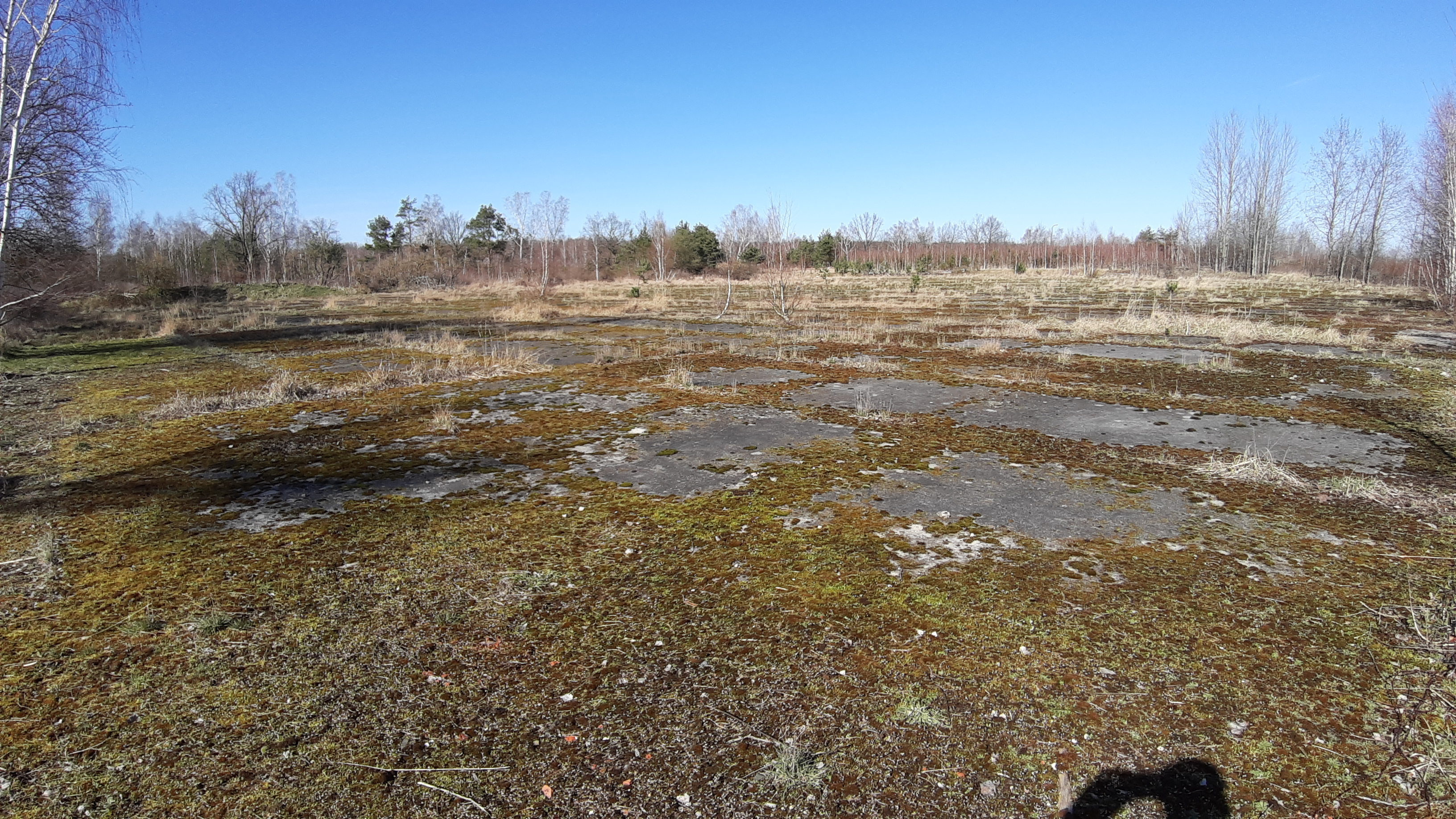
Reste des Hauptplatzes 2020

Die Operationsbasis Königsbrück war eine Raketenbasis für Nuklearraketen der Gruppe der Sowjetischen Streitkräfte in Deutschland. Sie befand sich auf dem Gelände des Truppenübungsplatzes Königsbrück bei Röhrsdorf, Landkreis Bautzen, etwa sechs Kilometer nordwestlich von Königsbrück.
Es war ein Stützpunkt für Mittelstreckenraketen des Typs 9K76 Temp-S (SS-12 Scaleboard), die ab Mai 1984 aktiv war. Hier befanden sich 11 Startrampen, 19 Trägerraketen, 10 Übungsraketen sowie 9 Raketentransporter. Sie wurden von der 119. Raketenbrigade der GSSD bedient. Die Raketen wurden 1988 abgezogen und in den Kaukasus (Gombori/Georgien) verlegt.